# Rifugio Willy Jervis
Il rifugio Willy Jervis è un rifugio situato nel comune di Bobbio Pellice (TO), in val Pellice, nelle Alpi Cozie, a 1732 m s.l.m..

## Storia
È stato costruito nel 1950 ed è stato dedicato a Guglielmo Jervis (detto Willy), alpinista e partigiano, catturato ed ucciso dai nazisti il 5 agosto 1944.

## Caratteristiche e informazioni

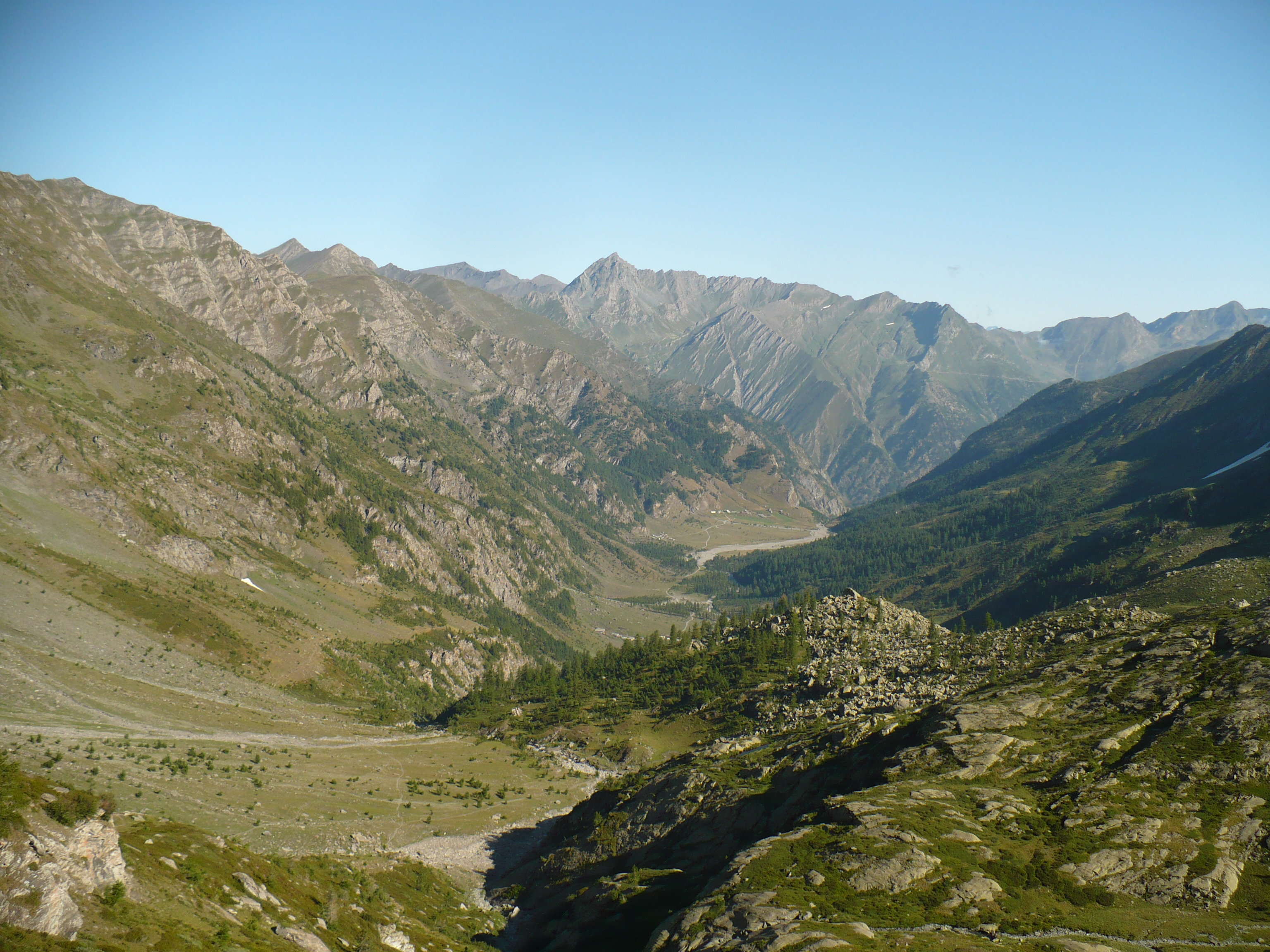
La conca del Pra vista dal sentiero che sale al rifugio Granero.

Si trova nella conca del Pra, valle sospesa di origine glaciale posta in testata della val Pellice.
È un edificio in muratura di pietrame e legno, a due piani. Offre servizio bar, ristorante ed alberghetto. Dispone di 90 posti letto, con servizi e docce ai piani.
Recentemente, nell'ambito dell'iniziativa Wi-Pie della Regione Piemonte, il rifugio è stato dotato di collegamento internet ad alta velocità. Dal 2007 è disponibile una webcam che permette di avere una visione in tempo reale della Conca del Pra.
Il rifugio negli anni è stato luogo di partenza, di arrivo o di transito della gara Tre Rifugi Val Pellice.

## Accessi
L'accesso avviene dal fondo della val Pellice. Raggiunta la frazione Villanova (1.223 m) di Bobbio Pellice, il rifugio è raggiungibile in circa due ore a piedi seguendo tre possibili percorsi, tutti escursionistici. Il primo si può svolgere in mountain bike o anche in auto seguendo la pista agro-silvo-pastorale lunga circa 7 km. In alternativa si può utilizzare una comoda e veloce mulattiera che taglia la parte iniziale e quella finale della pista. Vi è infine un sentiero che esclude completamente la pista sterrata e che costeggia il torrente Pellice in destra idrografica per tutto il tragitto.

## Ascensioni
- Monte Granero - 3.170 m
- Monte Meidassa - 3.105 m
- Monte Palavas - 2.929 m

## Traversate
- Rifugio Barbara Lowrie - 1.753 m - attraverso il  colle Barant
- Rifugio Battaglione Alpini Monte Granero - 2.377 m
- Rifugio Lago Verde - 2.583 m - in valle Germanasca
- Rifugio La Monta - 2.327 m - nel Queyras - attraverso il colle della Croce